# Веденовский сельский округ
Веде́новский се́льский окру́г (каз. Веденов ауылдық округі) — административная единица в составе Бурабайского района Акмолинской области Казахстана.
Административный центр — село Веденовка.

## География
Административно-территориальное образование расположено в южной части Бурабайского района. В состав сельского округа входит 4 населённых пункта.
Граничит с землями административно-территориальных образований: Исаковский, Кызылегисский сельские округа Зерендинского района — на северо-западе, севере; Златопольский сельский округ — на северо-востоке, Успеноюрьевский сельский округ — на востоке, юго-востоке; Васильевский, Белгородский сельские округа Сандыктауского района — на юге, западе.
Территория сельского округа охватывает южную часть Кокшетауской возвышенности, располагаясь непосредственно на Казахском мелкосопочнике. Рельеф — мелкосопочный. Средняя высота округа — 390—400 метров над уровнем моря. Общий уклон — в реку Аршалы, протекающую с севера на юг.
Гидрографические компоненты: реки Аршалы, Аршалинка, Кенащы, Сухая речка, Токтинка. Озёра Кандайколь, Солёное, Утиное, другие.
Климат холодно-умеренный, с хорошей влажностью. Среднегодовая температура воздуха положительная и составляет около +2,7°С. Среднемесячная температура воздуха в июле достигает +18,8°С. Среднемесячная температура января составляет около −15,3°С. Среднегодовое количество осадков составляет около 460 мм. Основная часть осадков выпадает в период с мая по август.

## История[1]
В 1923 году был образован Веденовский сельсовет, с территорией 33 065 гектаров. Административным центром был определён — село Веденовка.
В 1929 году организовывается колхоз «Единение — сила». Председателями были Двойниченко К.Р. и Плахотник А.К. В 1935 году колхоз переименовывается в «15 лет КазССР».
В 1936 году создана Веденовская МТС, была преобразована Веденовская начальная школа в семилетнюю. Первым директором которой стал Червенко Сергей Митрофанович.
Во время Великой Отечественной войны, из Веденовского сельсовета на фронт ушло 500 человек. После войны, сельсовет активно участвовал в восстановлении разрушенного народного хозяйства страны.
В 1954 году, когда началось освоение земли, колхоз «15 лет КазССР» объединили с селом Заречинка и назвали колхозом им. Кирова. Председателем был Омельченко В.Я. 
В 1961 году на базе Веденовской МТС, а также объединив села Новоандреевка, Тулькули, Исаковка, Федосеевка, Николаевка создается совхоз «Веденовский». В 1964 году совхозом стал руководить Лиэпа Леонард Александрович.
В 1988 году был построен олифный  цех, заведующим цехом работал Ювченко А.И.
В периоде 1991 — 1998 годов, в состав сельсовета вошли сёла Карабулак и Крупское из соседного Николаевского сельсовета; Веденовский сельсовет был преобразован в сельский округ.
В 1992 году село Боевое было переименовано в село Жанатуган
В 2007 году село Крупское было упразднено, поселение вошло в состав села Карабулак.

## Население
| Численность населения | Численность населения | Численность населения | Численность населения | Численность населения |
| 1989                  | 1999                  | 2009                  | 2020                  | 2021                  |
| --------------------- | --------------------- | --------------------- | --------------------- | --------------------- |
| 1875                  | ↘1840                 | ↘1360                 | ↘1180                 | ↘1162                 |

## Состав
| № | Населённый пункт | Тип населённого пункта       | Население, 1989 | Население, 1999 | Население, 2009 |
| - | ---------------- | ---------------------------- | --------------- | --------------- | --------------- |
| 1 | Веденовка        | село, административный центр | 1 483           | 1 212           | 1 015           |
| 2 | Жанатуган        | село                         | 123             | 114             | 60              |
| 3 | Карабулак        | село                         | -               | 281             | 186             |
| 4 | Крупское         | село, упразднено             | -               | 55              | -               |
| 5 | Федосеевка       | село                         | 269             | 178             | 99              |

## Местное самоуправление
Аппарат акима Веденовского сельского округа — село Веденовка, улица Октябрьская, 1.
- Аким сельского округа — Имамбаев Максат Илюбаевич[2].